# Homo volans
Homo volans je treći (dupli) samostalni studijski album kantautora Arsena Dedića, izdat 1973. godine pod okriljem diskografske kuće Jugoton.

## Sadržaj albuma
1. "Čitavu Noć Slavuj..." - 01:09
2. "Тi Se Smiješ" - 03:38
3. "Mirni Podstanar" - 05:02
4. "Oprosti Mi" - 02:27
5. "Ponovo Ti Govorim" - 04:19
6. "Tvoje Nježne Godine" - 02:40
7. „Ana Je Ana“ - 04:00
8. "Ti Trebaš Ljubav" - 02:10
9. "Nećes Biti Sama" - 02:57
10. "To Nije Važno" - 04:46
11. "Pravilna Ishrana" - 03:23
12. "Vrtovi Malih Kuća" - 03:40
13. "Pjesma O Šutnji" - 02:44
14. "Kada Sretnem Djevu Bajnu" - 01:58
15. "Sunčano lice (Il Tuo Viso Del Sole)" - 02:26
16. "Priča O Jednom Kapetanu" - 02:54
17. "Modra Rijeka" - 03:53
18. "Ofelija" - 03:58
19. "Balada O Smrti" - 01:29
20. "Mala Pjesma" - 03:07
21. "Laku Noć Muzičari" - 04:31
22. "Čitavu Noć Slavuj..." - 01:09

## Literatura
- Janjatović, Petar (2003). Ex YU rock enciklopedija. Beograd: Čigoja štampa.  137175308.

## Vidi Još
- Milutin Dedić